# Paradidim
Paradidimul (Organul Giraldés) reprezintă o formaţiune canaliculară alburie plată, deosebit de pronunţată la copii, situată pe porțiunea distală a cordonului spermatic. Prezența paradidimulul la adulți este variabilă. Paradidimul este alcătuit tuburi cu capătul orb, căptușite cu epiteliu columnar ciliat.

## Omologie
Paradidimul se dezvoltă din canaliculele caudale ale ductului mezonefral.